# حمام‌های نرون
حمام‌های نرون (Thermae Neronis) یا حمام‌های اسکندر (Thermae Alexandrinae) مجموعه‌ای از حمام‌های رومی باستان در پردیس مارتیوس در رم بودند که توسط نرون در سال‌های ۶۲ یا ۶۴ میلادی ساخته شد در ۲۲۷ یا ۲۲۹ توسط الکساندر سوروس بازسازی شد. این حمام‌ها بین پانتئون و استادیوم دومیتیان قرار داشت و توسط نویسندگان رومی در فهرست برجسته‌ترین ساختمان‌های شهر قرار گرفت و به مکانی پر رفت و آمد تبدیل شد. این حمام‌ها دومین حمام عمومی بزرگی بود که پس از حمام آگریپا در رم ساخته شدند و احتمالاً اولین مجموعه حمام‌های امپراتوری با این مقیاس بود. در حالی که در قرن شانزدهم پایه‌های کالداریوم هنوز قابل مشاهده بود، هیچ چیز دیگری از این سازه به جز چند تکه دیوار که در ساختار کاخ مادام گنجانده شده است، در بالای زمین باقی نمانده است.

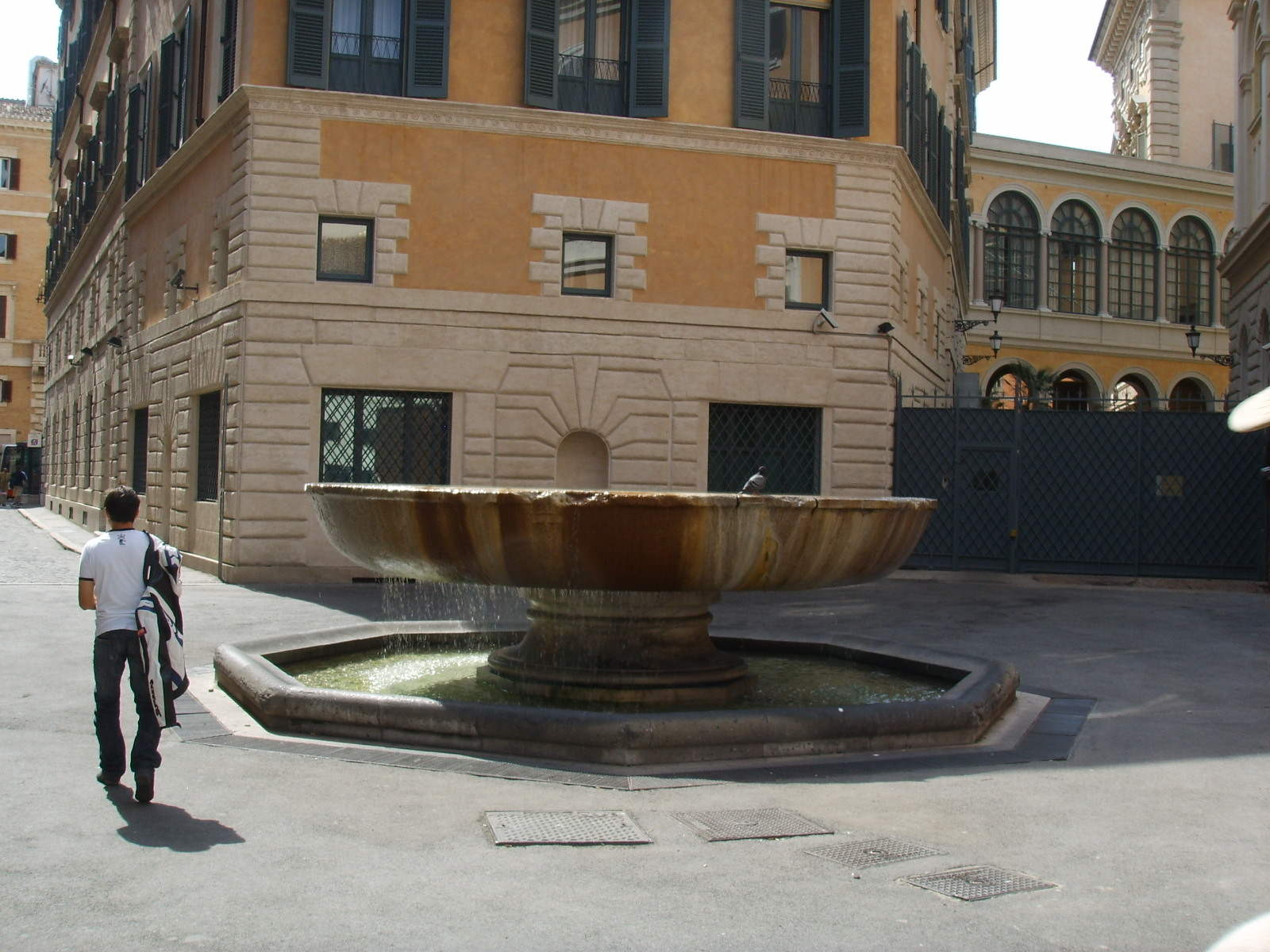
Fontana del Senato در Via degli Staderari، با استفاده مجدد از حوضچه فواره‌ای از حمام‌ها.